# 奥祖瓦尔勒布勒伊
奥祖瓦尔勒布勒伊（法語：Ozoir-le-Breuil，法語發音：[ozwaʁ lə bʁœj]）是法国厄尔-卢瓦省的一个旧市镇，位于该省东南部，属于沙托丹区。2017年1月1日，奥祖瓦尔勒布勒伊和相邻的另外3个市镇合并为新市镇维勒莫里（Villemaury）。

## 地理
奥祖瓦尔勒布勒伊（48°0'49"N, 1°28'46"E）面积22.3 平方千米，位于法国中央-卢瓦尔河谷大区厄尔-卢瓦省，该省份为法国北部内陆省份，北起顺时针与厄尔省、伊夫林省、埃松省、卢瓦雷省、卢瓦-谢尔省、萨尔特省和奧恩省接壤。
与奥祖瓦尔勒布勒伊接壤的市镇（或旧市镇、城区）包括：蒂维尔、维朗皮、维朗布兰、芒布罗勒、普雷努韦隆。

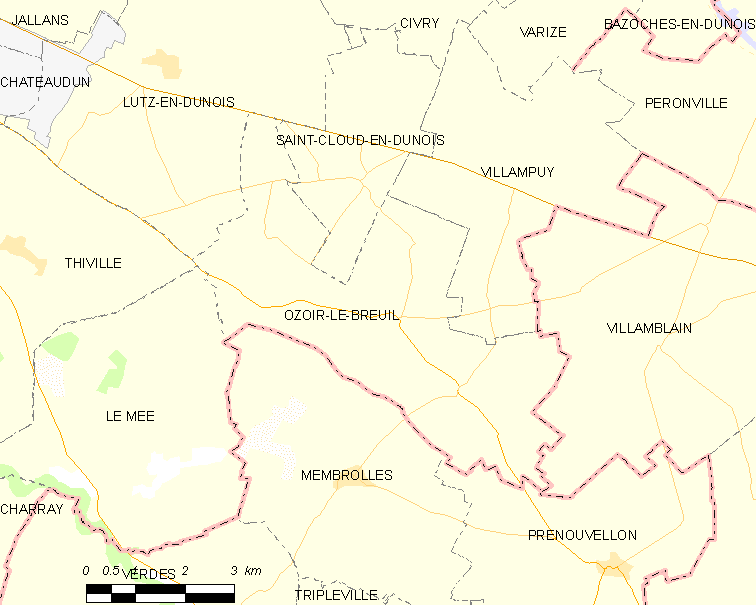
奥祖瓦尔勒布勒伊的OSM定位图

奥祖瓦尔勒布勒伊的时区为UTC+01:00、UTC+02:00（夏令时）。

## 行政
奥祖瓦尔勒布勒伊的邮政编码为28200，INSEE市镇编码为28295。

## 政治
奥祖瓦尔勒布勒伊所属的省级选区为沙托丹县。

## 人口

1962-2008年间奥祖瓦尔勒布勒伊人口变化图示

奥祖瓦尔勒布勒伊于2018年1月1日时的人口数量为435人。